# Rokytník (přítok Pstruhového potoka)
Rokytník (německy Saugrundbach) je potok ve Smrčinách a Chebské pánvi v okrese Cheb v Karlovarském kraji, pravostranný přítok Pstruhového potoka. Celý potok protéká přírodním parkem Kamenné vrchy.
Délka toku měří 3,5 km, plocha povodí činí 4,41 km².

## Průběh toku
Potok pramení ve Smrčinách severozápadně od Plesné při česko-německé státní hranici v nadmořské výšce 595 metrů. V úseku dlouhém 0,11 kilometru mezi hraničními kameny 10/9 až 10/11 tvoří státní hranici.
Po opuštění státní hranice pokračuje potok východním směrem. Před silnicí z Plesné do Vackova v jeho nivě při pravém břehu vyvěrá minerální pramen Plesenská kyselka.
Potok podtéká silnici z Plesné do Vackova, pokračuje ještě asi 500 metrů v geomorfologickém celku Smrčiny, které opouští, a poslední metry již teče v Chebské pánvi. Severozápadně od Lomničky se vlévá zprava do Pstruhového potoka.